# Kushiro-gawa
Le fleuve Kushiro (釧路川, Kushiro-gawa) est un fleuve du Japon prenant sa source au lac Kussharo et se jetant dans l'océan Pacifique dans l'est de l'île de Hokkaidō.

## Géographie
Le fleuve Kushiro, long de 154 km, prend sa source à 121 m d'altitude au niveau du lac Kussharo dans le bourg de Teshikaga. Il suit d'abord un cours orienté vers le sud-est puis vers le sud-ouest à partir du bourg de Shibecha. Il se jette dans l'océan Pacifique au niveau de ville de Kushiro.